# كارداميتسيا (إوانينا)
كارداميتسيا (Καρδαμίτσια) هي مدينة في إوانينا في مقاطعة كينتريكي إلادا في اليونان. يبلغ عدد سكانها حوالي 1544   نسمة.